# レポサール
レポサール(Reposal)は、1960年代にデンマークで発明されたバルビツール酸誘導体である。精神安定剤、睡眠薬、抗てんかん薬としての効果があり、主に不眠症の治療に用いられた。